# 快哉亭
快哉亭现位于江苏省徐州市解放路的快哉亭公园内，始建于北宋，原名阳春亭，因当时徐州知州苏轼在此亭作《快哉武冈赋》而更名。
此后的快哉亭几经兴废。清同治十一年（1872年）徐海道吴世熊重建。据《徐州园林志》载：“快哉亭园在清同治年间，扩建为公共园林。据府志记载，徐州镇军董梧轩与知府桂中行把快哉亭扩建为游宴之地。除主建筑快哉亭外，还建有回廊、文昌殿、景苏堂、水阁、跳珠轩、阳春亭、苏堤等建筑。快哉亭前有大面积的荷塘，塘边杨柳依依，池塘西部有苏堤和石桥。”
清光绪十五年（1889年 ）太守桂中行又进行扩建。他在《重修快哉亭记》碑刻中说：“快哉亭地极幽胜。......过伊、滕二公祠，东南以望，则见芙蕖映水，杨柳红桥，虹堤倒影，有楼阁参差，隐现于花光树色间者，则阳春亭及快哉亭也。”由此可知，这座园林不仅风景优美，而且占地面积很大。
清朝末期，徐州人评出了本城的八大景观，快哉亭公园的“阳春观荷”名列其中。
1928年，北伐军进驻徐州后，将快哉亭及荷花池辟为公园。荷花池很大，快哉亭北面，包括后来的青年路、市政府大院一部分，都是池子的一部分。并建有九曲桥、两处凉亭（四角亭、八角亭）、石桥、水阁点缀其中。
抗战胜利后，因疏于管理，公园已破烂不堪。1949年，徐州对公园进行整修和建设，首先在园中植树300株，拆除了部分旧城墙。此园被命名为“人民公园”，面积由1.48公顷扩大为5公顷。1952年，四角亭、八角亭及东西两座九曲桥翻修，成为当时徐州人的热门打卡点。到1984年，经过三年改造修复建设的人民公园正式更名为快哉亭公园，而快哉亭也在原址上重建了。
目前，园内仍保存的古建筑还有民国17年的小石桥及八角亭，小石桥上有民国17年夏历5月铜山县县长刘炳晨书写的“乘风趁月、达岸、曲水、荷香、放生池”等字样。而八角凉亭亦是整个公园为数不多还保持着原有风貌的古建筑。
此亭並非蘇軾之弟蘇轍所記之黃州快哉亭。
1. 1 2  无线徐州. . 搜狐.   [2024-10-02]. （原始内容存档于2024-10-07）.
2. ↑  言华. . 园林／2021年／第38卷／第3期. 2021-03-11: 38–46  [2024-10-02]. （原始内容存档于2024-10-07）.
3. 1 2  快哉徐州快哉快哉. . 徐州文旅网.   [2024-10-02]. （原始内容存档于2024-10-07）.
4. ↑  快哉徐州快哉快哉. . 徐州文旅网.   [2024-10-02]. （原始内容存档于2024-10-07）.